# Burmesterschabloner

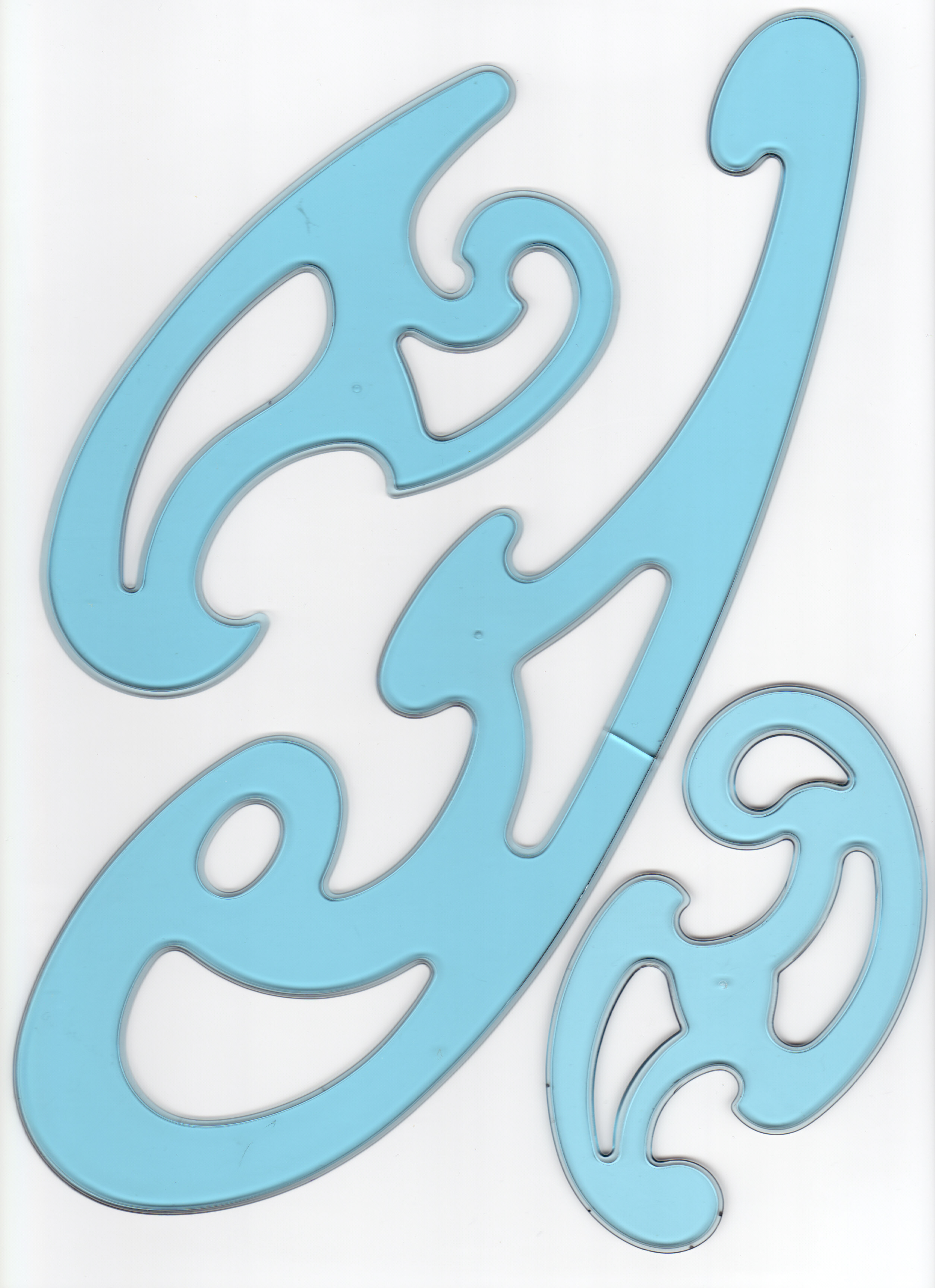
Tre varianter av Burmesterschabloner.

Burmesterschabloner (även känt som Burmestermall, kurvmall eller kurvlinjal) är ett ritverktyg tillverkad främst i metall, trä eller plast, och används som schablon för att illustrera olika former av kurvor. Schablonerna har fått sitt namn efter dess skapare Ludwig Burmester, tysk professor i beskrivande och syntetisk geometri, samt kinematik.
Formerna på de olika Burmesterschablonerna består av segment från olika storlekar av klotoidkurvor. Ritverktyget används av ett flertal yrkesgrupper, bland annat konstruktörer, arkitekter och ingenjörer, för att rita tekniska ritningar men också av dem som ritar mönster till kläder.